# Canton de Cherbourg-en-Cotentin-2
Le canton de Cherbourg-en-Cotentin-2, précédemment appelé canton de Cherbourg-Octeville-2, est une circonscription électorale française du département de la Manche créée par le décret du 25 février 2014 et entrée en vigueur lors des premières élections départementales suivant la publication du décret.

## Histoire
Un nouveau découpage territorial de la Manche entre en vigueur à l'occasion des élections départementales de 2015. Il est défini par le décret du 25 février 2014, en application des lois du 17 mai 2013 (loi organique 2013-402 et loi 2013-403). Les conseillers départementaux sont, à compter de ces élections, élus au scrutin majoritaire binominal mixte. Les électeurs de chaque canton élisent au Conseil départemental, nouvelle appellation du Conseil général, deux membres de sexe différent, qui se présentent en binôme de candidats. Les conseillers départementaux sont élus pour 6 ans au scrutin binominal majoritaire à deux tours, l'accès au second tour nécessitant 12,5 % des inscrits au 1er tour. En outre la totalité des conseillers départementaux est renouvelée. Ce nouveau mode de scrutin nécessite un redécoupage des cantons dont le nombre est divisé par deux avec arrondi à l'unité impaire supérieure si ce nombre n'est pas entier impair, assorti de conditions de seuils minimaux. Dans la Manche, le nombre de cantons passe ainsi de 52 à 27.
Le canton de Cherbourg-Octeville-2 est formé d'une fraction de la commune de Cherbourg-en-Cotentin (commune déléguée de La Glacerie et l'est de la commune délégué de Cherbourg-Octeville). Il est entièrement inclus dans l'arrondissement de Cherbourg. Le bureau centralisateur est situé à Cherbourg-en-Cotentin.
À la suite du décret du 5 mars 2020, le canton prend le nom de son bureau centralisateur, Cherbourg-en-Cotentin.

## Représentation
| Période élective | Période élective | Mandat | Mandat | Identité         | Nuance | Nuance | Qualité |
| ---------------- | ---------------- | ------ | ------ | ---------------- | ------ | ------ | --- |
| 2015             | 2021             | 2015   | 2021   | Karine Duval     |        | PS     | Directrice d'école Conseillère municipale de Cherbourg-en-Cotentin |
| 2015             | 2021             | 2015   | 2021   | Sébastien Fagnen |        | PS     | Collaborateur parlementaire Adjoint au Maire de Cherbourg-en-Cotentin Maire délégué de Cherbourg-Octeville (depuis 2017) Vice-président de la Communauté d'agglomération du Cotentin |
| 2021             | 2028             | 2015   | 2021   | Karine Duval     |        | PS     | Directrice d'école Conseillère municipale de Cherbourg-en-Cotentin |
| 2021             | 2028             | 2015   | 2021   | Thierry Letouzé  |        | DVG    | Préventeur, ancien adjoint au maire de La Glacerie |

### Résultats détaillés

#### Élections de mars 2015
À l'issue du 1er tour des élections départementales de 2015, deux binômes sont en ballottage : Karine Duval et Sébastien Fagnen (PS, 38,75 %) et Fabrice Huet et Fabienne Lebas (Union de la Droite, 26,35 %). Le taux de participation est de 41,9 % (4 430 votants sur 10 574 inscrits) contre 50,67 % au niveau départemental et 50,17 % au niveau national.
Au second tour, Karine Duval et Sébastien Fagnen (PS) sont élus avec 57,18 % des suffrages exprimés et un taux de participation de 39,68 % (2 186 voix pour 4 196 votants et 10 574 inscrits).

#### Élections de juin 2021
Le premier tour des élections départementales de 2021 est marqué par un très faible taux de participation (33,26 % au niveau national). Dans le canton de Cherbourg-en-Cotentin-2, ce taux de participation est de 23,07 % (2 408 votants sur 10 438 inscrits) contre 32,67 % au niveau départemental. À l'issue de ce premier tour, deux binômes sont en ballottage : Karine Duval et Thierry Letouzé (DVG, 54,26 %) et Laurence Bohec et Stéphane Ponthot (DVC, 26,71 %).
Le second tour des élections est marqué une nouvelle fois par une abstention massive équivalente au premier tour. Les taux de participation sont de 34,36 % au niveau national, 32,63 % dans le département et 24,07 % dans le canton de Cherbourg-en-Cotentin-2. Karine Duval et Thierry Letouzé (DVG) sont élus avec 62,01 % des suffrages exprimés (1 435 voix pour 2 514 votants et 10 443 inscrits),,.

## Composition
Le canton de Cherbourg-Octeville-2 comprend une fraction de la commune de Cherbourg-en-Cotentin.
| Nom                                           | Code Insee | Intercommunalité | Superficie (km2) | Population (dernière pop. légale)                | Densité (hab./km2) | Modifier                                    |
| --------------------------------------------- | ---------- | ---------------- | ---------------- | ------------------------------------------------ | ------------------ | ------------------------------------------- |
| Cherbourg-en-Cotentin (bureau centralisateur) | 50129      | CA du Cotentin   | 68,54            | Fraction : 15 598 (2022) Commune : 78 028 (2022) | 1 138              | modifier les données · modifier les données |
| Canton de Cherbourg-en-Cotentin-2             | 5007       |                  |                  | 15 598 (2022)                                    |                    | modifier les données                        |

La partie de la commune de Cherbourg-en-Cotentin intégrée dans le canton est l'ancienne commune de La Glacerie et la partie de l'ancienne commune de Cherbourg-Octeville située à l'est d'une ligne définie par l'axe des voies et limites suivantes : depuis la limite territoriale de la commune de Tourlaville, boulevard Félix-Amiot, quai du Général-Lawton-Collins, rue du Val-de-Saire, quai Alexandre-III, rue des Tanneries, boulevard de l'Atlantique, rue de l'Artois, rue de Bretagne, rue des Bocages, rue du Maine, rue de Picardie, avenue de Normandie, rue de Lorraine, rue de Bourgogne, rue de Provence, rue de la Roche-qui-Pend, chemin rural, jusqu'à la limite territoriale de la commune de La Glacerie.

## Démographie
En 2022, le canton comptait 15 598 habitants, en évolution de −5,17 % par rapport à 2016 (Manche : −0,31 %, France hors Mayotte : +2,11 %).
| 2013   | 2018   | 2022   |
| ------ | ------ | ------ |
| 16 657 | 16 280 | 15 598 |